# نصر بن الحارث
نصر بن الحارث بن عبيد بن رزاح الأوسي الأنصاري صحابي جليل من قبيلة الأوس من الأنصار شهد مع النبي محمد ﷺ غزوة بدر وكان لأبيه الحارث بن عبيد صُحَبة أيضاً.